# Numero di Markov
Un numero di Markov è un numero intero soluzione dell'equazione diofantea di Markov
{\displaystyle x^{2}+y^{2}+z^{2}=3xyz}
I primi numeri di Markov sono
1, 2, 5, 13, 29, 34, 89, 169, 194, 233, 433, 610, 985, 1325, ...
che corrispondono alle soluzioni
(1, 1, 1), (1, 1, 2), (1, 2, 5), (1, 5, 13), (2, 5, 29), (1, 13, 34), (1, 34, 89), (2, 29, 169), (5, 13, 194), (1, 89, 233), (5, 29, 433), (89, 233, 610), ...
Ci sono infiniti numeri di Markov e, di conseguenza, triple di Markov. I numeri di Markov possono essere organizzati in un albero binario, in modo che tre numeri che confinino tra loro costituiscano una tripla: in questa rappresentazione, tutti i numeri adiacenti ad 1 sono numeri di Fibonacci di indice dispari, mentre quelli adiacenti a 2 sono soluzioni dell'equazione di Pell con 2, ovvero numeri n tali che 2n2 - 1 è un quadrato perfetto.
Da una tripla di Markov (x, y, z), un'altra tripla può essere ottenuta attraverso la formula {\displaystyle (x,y,3xy-z)}.

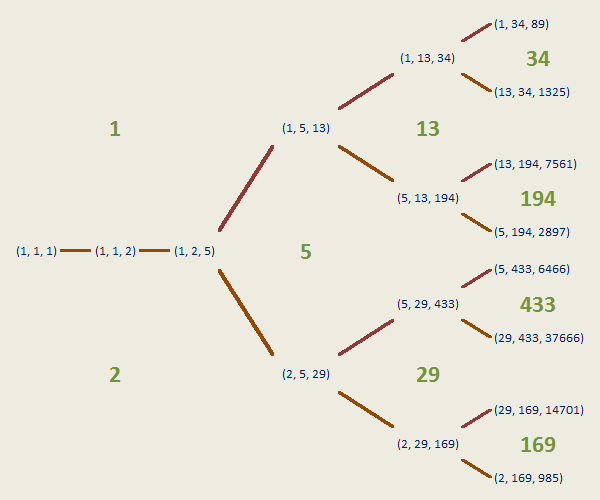
L'albero formato dai numeri di Markov.